# فيتو فورمجور
فيتو فورمجور (بالهولندية: Vito Wormgoor) (16 نوفمبر 1988 في هولندا - ) هو لاعب كرة قدم هولندي في مركز الدفاع. شارك مع منتخب هولندا تحت 21 سنة لكرة القدم. أما مع النوادي، فقد لعب مع أدو دين هاغ وأياكس أمستردام ودي غرافشاب ونادي أوترخت ونادي أوليسوند ونادي بران.

## وصلات خارجية
- فيتو فورمجور على موقع اتحاد النرويج (النرويجية)
- فيتو فورمجور على موقع الدوري الأمريكي (الإنجليزية)
- فيتو فورمجور على موقع قاعدة بيانات كرة القدم.إي يو (الإنجليزية)
- فيتو فورمجور على موقع Soccerway.com (الإنجليزية)
- فيتو فورمجور على موقع عالم كرة القدم.نت (الإنجليزية)